# Fehértorkú varánusz
A fehértorkú varánusz (Varanus albigularis) a pikkelyes hüllők rendjének (Squamata) gyíkok alrendjébe (Sauria) tartozó varánuszfélék családjának (Varanidae) egyik faja.
Marását Dél-Afrikában többen mérgezőnek tartják, de alaptalanul.

## Előfordulása
Fokföldtől Közép-Afrikáig honos; leginkább a szavannákon és a sziklás hegyvidékeken. A sivatagokat és az esőerdőket kerüli. Észak felé a sztyeppi varánusz váltja fel.

## Alfajai
- Varanus albigularis albigularis (Daudin, 1802) – Dél-Afrika és Kelet-Afrika
- Varanus albigularis angolensis (Schmidt, 1933) – Angola és a  Kongói Demokratikus Köztársaság
- Varanus albigularis microstictus (Boettger, 1893) – Szudán és Etiópia

## Megjelenése
Az afrikai kontinens második legnagyobbra növő varánusz faja a nílusi varánusz után.A bokrokkal és fákkal tarkított szavannákat kedveli, de a sivatagokból és trópusi esőerdőkből hiányzik a faj.
Testalkata zömök, orra közepesen nyújtott, farkán kettős él fut végig. Hossza elérheti a 2 m-t; tömege a 15-17 kg-ot, bár fogságban ritkán nő nagyobbra 140–150 cm-nél. Rövid, erős végtagjain nagy karmok nőnek, melyeket védekezésre, fára mászásra és termeszvárak felbontásához is használ, mivel előszeretettel választja rejtekhelyéül ezeket a remek rovarépítményeket, már ahol találkozik velük. Ferde vágású orrlikai szemeihez nagyon közel ülnek. Szürkésbarna alapszínén sárga sávok és foltok tűnnek fel keresztbe merőlegesen gerincének vonalára. Hasa sárgásfehér, farkát barna és sárgás gyűrűk díszítik.
Nem tévesztendő össze a sztyeppi varánusszal, bár nagyon közeli rokonok, de két külön faj. A sztyeppi varánusz, hossza elérheti a 120 cm-t, bár testalkata zömökebb, és orra is rövidebb albigularis rokonáénál ill. orrnyílásai a szeme és orra hegye között fél úton találhatóak, ami sokban megkülönbözteti az albigularistól.

## Életmódja
Tápláléka jórészt kisebb, nagyobb hüllőkből (akár mérges kígyókból is), kisebb madarakból és fiókáikból, kisebb rágcsálókból, illetve rengeteg nagyobb rovarból áll, és a dögöt sem veti meg, amit a nagyobb példányok még az oroszlánoktól is eloroznak, amennyit tudnak. Territóriuma akár a 18 négyzetkilométert is elérheti. Elsősorban az esős évszakban aktív; ilyenkor akár 4 km-t is megtehet naponta. A száraz évszakban kevesebbet mozog, a nappalt inkább üregekben és sziklahasadékokban tölti. A fákon éppen olyan ügyesen mozog, mint a talajon. Ilyenkor bőségesebb a táplálék és megpróbál nagyobb mennyiségű zsírt fölhalmozni farka tövében, hogy átvészelje a szegényesebb száraz évszakot.
A fő ellenségei a sasok és a méhészborzok, de az ember is vadássza húsáért. Veszély esetén nemcsak harapással védekezik, hanem karmaival is mély sebet tud ejteni, és erőteljesek farkcsapásai is.
Támadás esetén, ha sarokba szorítják hevesen fúj majd hatalmas farokcsapásokkal és harapásokkal védekezik ellenfelével szemben, de ha ez sem segít rajta, halottnak tetteti magát, majd ha a veszély elmúlt, gyorsan egy fára menekül. Élettartama 15-20 év is lehet.

## Szaporodása
A nőstény egy évben 2 fészekalja tojást rak; egyszerre 10-60 db tojást rak le, korától és a körülményektől függően, melyek 120-180 nap múlva kelnek ki. A kicsik 15-20 g-osak és 15–19 cm hosszúak.

## Külső hivatkozások
- Képek az interneten a fehértorkú varánuszról